# Trichotillomania
Trichotillomania, niepohamowane wyrywanie włosów – zaburzenie psychiczne objawiające się patologicznym, niekiedy niekontrolowanym, wyrywaniem sobie włosów przez chorego.

## Historia
Jak zauważają Samuel R. Chamberlain i współpracownicy, problem wyrywania sobie włosów istnieje od wieków. Podają oni przykłady z Biblii, Iliady i sztuk Szekspira. Natomiast jako pierwszy medyczny tekst traktujący o wyrywaniu sobie włosów wskazują Epidemikę Hipokratesa, lekarza uczulającego na konieczność zwracania uwagi na ten problem. Kolejne podane przez autorów przykłady pochodzą dopiero z XVIII wieku, kiedy zwrócono uwagę na trichofagię. Francuz Baudamant opisał wtedy przypadek bezoaru u 16-latka. Jednak dopiero w następnym stuleciu problem ten zaczęto uznawać za oddzielne rozpoznanie medyczne. Nazwa tego zaburzenia, znacząca „obłęd wyrywania włosów”, pojawiła się w 1889, a ukuł ją francuski dermatolog Francois Hallopeau w swojej pracy Alopicie par grattage (trichomanie ou trichotillomanie), opisując młodego mężczyznę, który usunął wszystkie włosy ze swego ciała. Badacz zaliczył nowo opisane zaburzenie do świądu, chociaż nie znalazł żadnych nieprawidłowości włosów czy skóry. Podjął też próby leczenia kamforą i gumą. Nie przyniosły one pozytywnych skutków.

## Obraz kliniczny
Trichotillomania polega na uporczywym i powtarzalnym wyrywaniu sobie włosów, najczęściej ze skóry głowy (i z największą intensywnością), dalej z brwi, rzadziej zaś z rzęs, okolicy łonowej, twarzy i reszty ciała. Dzieci do 6 lat zazwyczaj ograniczają się do skóry głowy.
Osoby cierpiące na to zaburzenie starają się zatrzymać bądź zredukować wyrywanie włosów.
Po wyrwaniu sobie włosów może pojawić się uczucie ulgi, ale nie zawsze. Pacjenci różnią się też między sobą świadomością swojego zachowania.
W rezultacie powtarzania czynności wyrywania włosów osoba cierpiąca na to zaburzenie traci włosy, niekiedy w znacznym stopniu. Pojawiają się konflikty interpersonalne i izolacja społeczna. Spada produktywność pracy, zniszczeniu ulega życie rodzinne, maleje aktywność, w tym związana ze sportem.
W przypadku zjadania włosów mogą pojawić się zaburzenia żołądkowo-jelitowe.
Mogą pojawić się zaburzenia regulacji afektu, napięcia.
Istnieje dysocjacyjny typ trichotillomanii, w którym cierpiąca nań osoba wyrywa sobie włosy, będąc w przypominającym trans stanie dysocjacyjnym. Lochner i współpracownicy badali z występowanie wśród pacjentów z trichotillomanią (32 osoby) bądź OCD zaburzeń dysocjacyjnych. Znaleźli je u 18,8% osób cierpiących na trichotillomanię. Wykazali też ich związek z przeżytym w dzieciństwie urazem psychicznym. Osoby takie częściej wykazywały też kleptomanię i zaburzenie depersonalizacyjne.
Nie występują natomiast charakterystyczne dla innych OCRD obsesje, nie ma takiego zaabsorbowania.

## Przebieg
Trichotillomania rozpoczyna się zazwyczaj w wieku 11–13 lat. Cohen i inni podają średnią 11 lat. Rzadko początek rozpoczyna się przed wiekiem 6 lat, a wyrywanie sobie włosów we wczesnym dzieciństwie nie zalicza się do trichotillomanii. Zaburzenie przebiega odtąd z okresami zaostrzeń i remisji.

## Klasyfikacja i kryteria
Trichotillomania zalicza się do zaburzeń zachowania u dorosłych (F63-F69).
W obrębie zaburzeń zachowania trichotillomanię zalicza się do zaburzeń nawyków i popędów. O ile popędy to potrzeby bardziej pierwotne (jedzenie, picie, sen, popęd seksualny), to nawyki stanowią potrzeby powstające na drodze ontogenezy. Oba rodzaje potrzeb wiążą się z silną motywacją i trudnymi do powstrzymania zachowaniami. Pojawia się imuplsywna, popędowa aktywność.
Wśród zaburzeń nawyków wymienia się oprócz trichotillomanii także patologiczny hazard, kleptomanię i piromanię.
Inny pogląd widzi trichotillomanię wśród spektrum zespołu natręctw, obejmującego zaburzenia myśli lub czynności, których nie można uważać za zaburzenia obsesyjno-kompulsyjne. Oprócz trichotillomanii zalicza się tu takie zaburzenia kontroli impulsów, jak kompulsje seksualne, patologiczna skłonność do hazardu, kleptomania, piromania i kompulsyjne zakupy. Pogląd włączający trichotillomanię do klasteru zaburzeń ze spektrum zaburzenia obsesyjno-kompulsyjnego wyrażają między innymi Locher i współpracownicy. Dzielą oni to spektrum na kilka grup. Pierwsza charakteryzuje się niedoborem gratyfikacji, kolejna – impulsywnością, ostatnia zwana jest somatyczną. Trichotillomania zalicza się do tej pierwszej, wraz z zespołem Tourette'a, patologicznym hazardem i zaburzeniem hiperseksualnym.
Istnieje też określenie anglojęzyczne body-focused repetitive behaviors (BFRB), oznaczające powtarzalne czynności zogniskowane na ciele. Jednakże jako jedyna z tej grupy trichotillomania uwzględniona została w DSM IV. Inne, podobne czynności, to obgryzanie paznokci czy skubanie sobie skóry.
Trwają prace nad nową, jedenastą wersją klasyfikacji ICD. Ma ona zostać ogłoszona w 2018. W porównaniu z obowiązującą ICD 10 ma być bardziej użyteczna. Planowane jest stworzenie w jej obrębie nowej kategorii diagnostycznej, obsessive–compulsive and related disorders (OCRD), obejmującej zaburzenia obsesyjno-kompulsyjne (OCD) i pokrewne. Mają się do niej zaliczać, prócz OCD, między innymi hipochondria oraz BFRB, do których zaliczać się będą trichotillomania oraz excoriation disorder polegające na skubaniu skóry, którego dotychczas w ICD nie wyróżniano. Wyłączono natomiast z tej grupy zespół Tourette’a. I tak jednak poszczególne zaburzenia z grupy OCRD znajdują się w różnych miejscach klasyfikacji ICD 10. Łączą je niechciane myśli i związane z nimi powtarzalne zachowania. OCRD mają się znaleźć wśród zaburzeń nerwicowych.
W DSM zaburzenie to pojawiło się po raz pierwszy w DSM IIIR. Podczas tworzenia DSM IV zaliczano je do zaburzeń lękowych, jak też do zaburzeń pojawiających się po raz pierwszy w okresie dzieciństwa lub adolescencji. DSM IV zaliczyło je do zaburzeń kontroli impulsów nie sklasyfikowanych gdzie indziej. Klasyfikacji tej zarzucano arbitralność.
DSM IV TR podaje następujące przesłanki stwierdzenia trichotillomanii:
- narastające wyrywanie sobie włosów, skutkujące zauważalnymi ubytkami w owłosieniu
- narastające poczucie napięcia bezpośrednio przed bezpośrednio przed wyrywaniem włosów lub przy podejmowaniu próby oparcia się tej czynności
- odczuwanie przyjemności, zadowolenia lub ulgi przy wyrywaniu sobie włosów
- brak związku wyrywania włosów z innymi zaburzeniami psychicznymi
- istotne cierpienie odczuwane przez chorego lub upośledzenie jego funkcjonowania społecznego, zawodowego lub w innym ważnym obszarze.

Kryteria wymieniane przez DSM 5 są podobne, choć zaproponowano nową klasyfikację zaburzenia.
Wyrywania sobie włosów w dzieciństwie (zwanego po angielsku baby trich) nie zalicza się do trichotillomanii.

## Rozpoznanie i różnicowanie
Trichotillomanii nie należy rozpoznawać, jeśli pacjent wyrywa sobie włosy wtórnie do innych zaburzeń psychicznych. Można wśród nich wymienić zaburzenia obsesyjno-kompulsyjne, zaburzenia pozorowane, a nawet schizofrenię. W różnicowaniu nie można ograniczać się do zaburzeń psychicznych, trzeba również wziąć pod uwagę dermatologiczne przyczyny utraty włosów.
Trichotillomania polega na impulsywnym wyrywaniu sobie włosów przez pacjenta. Pojawia się napięcie psychiczne, które ustępuje po wyrwaniu włosów, a zastępuje je przyjemność, ulga.
Główna różnica pomiędzy BFRB a innymi OCRD polega na braku obsesji – BFRB i OCD jednak często współistnieją.
Nie istnieje kliniczna skala służąca ocenie trichotillomanii.

## Epidemiologia
W badaniach Christensona i współpracowników przeprowadzonych na grupie ponad 2500 studentów w 1991 trichotillomanię zgodnie z kryteriami DSM IIIR zdiagnozowano w ciągu całego dotychczasowego życia u 0,6%, jednak aż 1,5% mężczyzn i 3,4% kobiet wyrywało sobie włosy, nie spełniając tych kryteriów. Hajcak et al w 2006 opublikowali badanie, w którym wśród ponad 1324 studentów (793 osoby określiły się jako kobiety) Uniwersytetu Delaware 11,03% osób (146 osób, 83 kobiety) raz na jakiś czas wyrywało sobie włosy (nie brano pod uwagę usuwania włosów dla celów kosmetycznych), często postępowało tak 1,96% (26 osób, w tym 17 kobiet), a bardzo często 1,21% (16 osób, 6 kobiet). 4 osoby (0,3%), w tym 3 kobiety, podały, że wyrywają sobie włosy tak często, że mają wrażenie, jakoby robiły to zawsze. W badaniach tych ponad 7% badanych czuło się trochę niekomfortowo z powodu wyrywania sobie włosów, ponad 2% odczuwało w związku z tym wyraźny dyskomfort, a 1,44% – znaczny dyskomfort. Przewagę kobiet w tych badaniach tłumaczy się niechęcią mężczyzn do podejmowania leczenia lub też większą łatwością ukrycia zaburzenia przez mężczyzn (golenie). Była ona już wyraźna już w badaniach Cohena i współpracowników z 1995. Autorzy ci zauważyli, że jest ona mniejsza w przypadku dzieci.

## Leczenie
W leczeniu BFRB stosuje się antagonisty dopaminy i modulatory glutaminianu, a także metody behawioralne. Do podstawowych metod leczenia farmakologicznego należą jednak selektywne inhibitory zwrotnego wychwytu serotoniny (SSRI), klomipramina, a behawioralnego – HRT (habit-reversal therapy). Starsze prace, jak Cohen et al (1995), nie widzą różnic w efektywności różnych metod (w wymienionym przypadku klomipraminy, fluoksetyny, psychoterapii i terapii behawioralnej).
Najczęściej stosowaną metodą leczenia trichotillomanii jest użycie SSRI, stanowiących leki I rzutu. Ta grupa leków ma generalnie mniejsze działania niepożądane i jest lepiej tolerowana od klomipraminy, co wykazały badania nad ich stosowaniem w innych zaburzeniach. Metaanaliza wykonana przez Blocha i współpracowników nie wykazała istotnych różnic pomiędzy terapią SSRI (większość badań dotyczyło fluoksetyny, ale też sertraliny) a warunkami kontrolnymi. Można to wytłumaczyć nieefektywnością akurat tych SSRI w leczeniu trichotillomanii, zbyt krótkim czasem ich stosowania (badania trwały do 12 tygodni, SSRI w maksymalnej dawce stosowano od 2 do 11 tygodni) bądź błędem metodologicznym, który jednak nie wydaje się autorom prawdopodobny. W efekcie przyjmują oni tezę o nieefektywności fluoksetyny i sertraliny w leczeniu trichotillomanii, nie wykluczając efektywności innych leków, np. citalopramu.
Metaanaliza Blocha et al wykazała przewagę użycia klomipraminy nad brakiem interwencji, w przeciwieństwie do SSRI. Przewaga ta może wynikać z dodatkowego noradrenergicznego mechanizmu działania klomipraminy. Porównywane ze sobą klomipramina i SSRI wydają się podobnie skuteczne.
Bloch et al wykazali przewagę HRT nad oczekiwaniem na terapię bądź placebo. Gdy Bloch i współpracownicy przeprowadzali swą metaanalizę, było tylko jedno spełniające ich kryteria badanie porównujące farmakoterapię SSRI i HRT w trichotillomanii. Niestety, jego wyniki okazały się nieistotne statystycznie. Podobnie tylko jedno badanie porównywało HRT i klomipraminę. Tym razem osiągnięto w nim istotne statycznie wyniki, ogłaszając przewagę HRT nad klomipraminą. Badacze wysuwają ze swej pracy wniosek, że najbardziej efektywnym sposobem leczenia trichotillomanii jest HRT. Zwracają jednak uwagę na często współchorobowość z OCD, często niedocenianą przez autorów badań. Zarówno SSRI, jak i klomipramina są lekami stosowanymi w terapii OCD i pacjenci cierpiący na oba zaburzenia z większą szansą odpowiedzą na te dwie metody farmakoterapii.
Odpowiedź na SRI i CBT nie zależy od występowania dysocjacji.
Wedle pracy Cohena et al z 1995 58% z tym zaburzeniem nigdy się nań nie leczyło.